# Darío Carreño
Darío Carreño (* 13. Januar 1988 in Monterrey, Nuevo León) ist ein mexikanischer Fußballspieler auf der Position eines Stürmers.

## Laufbahn
Der gebürtige Regiomontano begann seine Profikarriere bei seinem Heimatverein  CF Monterrey, mit dem er in der Apertura 2010 die mexikanische Fußballmeisterschaft und anschließend auch zweimal (2011 und 2012) die CONCACAF Champions League gewann. Ende 2012 wechselte Carreño zum CF Pachuca, bei dem er aber nur in der Apertura 2013 Stammspieler war. Auch bei seinen nächsten Stationen UANL Tigres und Chiapas FC kam er nicht mehr häufig zum Einsatz, so dass er Anfang 2016 zum Zweitligisten Cafetaleros de Tapachula wechselte, bei dem er wieder als Stammspieler agierte.

## Erfolge
- Mexikanischer Meister: Apertura 2010
- CONCACAF Champions League: 2011, 2012